# Nuevo Paranguricutiro
Nuevo Paranguricutiro là một đô thị thuộc bang Michoacán, México. Năm 2005, dân số của đô thị này là 16028 người.